# Can Cuiàs
Can Cuiàs – stacja końcowa linii 11 metra w Barcelonie.
Stacja została otwarta w 2003 wraz z całą linią.